# Hasheem Thabeet
Hasheem Thabeet, né Hashim Thabit Manka le 16 février 1987 à Dar es Salam, est un joueur tanzanien de basket-ball évoluant au poste de pivot.

## Biographie
Finissant ses études à l'université du Connecticut, il a été sélectionné à la 2e place de la draft 2009 de la NBA par les Grizzlies de Memphis.
En 2011, il rejoint les Rockets de Houston.
Le 15 mars 2012, il rejoint les Trail Blazers de Portland avec son coéquipier Jonny Flynn en échange de Marcus Camby.
Le 4 juillet 2012, il s'engage pour deux ans avec le Thunder d'Oklahoma City. En août 2014, il fait partie d'un transfert qui l'envoie chez les Sixers de Philadelphie, franchise qui le libère de son contrat quelques jours plus tard. Il signe ensuite un contrat avec les Pistons de Détroit mais ceux-ci mettent un terme à celui-ci peu avant le début de la saison 2014-2015.
Il s'engage par la suite en D-League avec le Drive de Grand Rapids, la franchise affiliée aux Pistons.

## Records personnels sur une rencontre de NBA
Les records personnels d'Hasheem Thabeet, officiellement recensés par la NBA sont les suivants : 
| Type statistique            | Saison régulière | Saison régulière               | Saison régulière | Playoffs | Playoffs             | Playoffs      |
| Type statistique            | Record           | Adversaire                     | Date             | Record   | Adversaire           | Date          |
| --------------------------- | ---------------- | ------------------------------ | ---------------- | -------- | -------------------- | ------------- |
| Points en un match          | 13               | Lakers de Los Angeles          | 13 mars 2014     | 2        | Rockets de Houston   | 13 mai 2013   |
| Paniers marqués en un match | 5                | 2 fois                         |                  | 1        | Rockets de Houston   | 13 mai 2013   |
| Paniers tentés en un match  | 7                | 3 fois                         |                  | 1        | 2 fois               |               |
| Paniers à 3 points réussis  |                  |                                |                  |          |                      |               |
| Paniers à 3 points tentés   |                  |                                |                  |          |                      |               |
| Lancers francs réussis      | 6                | 2 fois                         |                  |          |                      |               |
| Lancers francs tentés       | 6                | 5 fois                         |                  |          |                      |               |
| Rebonds offensifs           | 4                | 7 fois                         |                  | 1        | Grizzlies de Memphis | 7 mai 2013    |
| Rebonds défensifs           | 7                | 4 fois                         |                  | 2        | 2 fois               |               |
| Rebonds totaux              | 11               | Hornets de La Nouvelle-Orléans | 2 avril 2010     | 3        | Grizzlies de Memphis | 7 mai 2013    |
| Passes décisives            | 2                | 2 fois                         |                  |          |                      |               |
| Interceptions               | 2                | 10 fois                        |                  | 1        | Rockets de Houston   | 21 avril 2013 |
| Contres                     | 5                | @ Heat de Miami                | 13 décembre 2009 |          |                      |               |
| Balles perdues              | 4                | @ Suns de Phoenix              | 14 janvier 2013  | 1        | 2 fois               |               |
| Minutes jouées              | 35               | @ Thunder d'Oklahoma City      | 14 avril 2010    | 13       | Grizzlies de Memphis | 7 mai 2013    |

- Double-double : 1 (au 25/05/2014)
- Triple-double : aucun.

## Records personnels sur une rencontre de D-League
Les records personnels d'Hasheem Thabeet, officiellement recensés par la D-League sont les suivants :
| Type statistique            | Saison régulière (D-League) | Saison régulière (D-League) | Saison régulière (D-League) |
| Type statistique            | Record                      | Adversaire                  | Date                        |
| --------------------------- | --------------------------- | --------------------------- | --------------------------- |
| Points en un match          | 19                          | @ Mad Ants de Fort Wayne    | 28 février 2010             |
| Paniers marqués en un match | 8                           | 2 fois                      |                             |
| Paniers tentés en un match  | 12                          | @ 66ers de Tulsa            | 5 mars 2010                 |
| Paniers à 3 points réussis  |                             |                             |                             |
| Paniers à 3 points tentés   |                             |                             |                             |
| Lancers francs réussis      | 6                           | 4 fois                      |                             |
| Lancers francs tentés       | 12                          | Thunderbirds d'Albuquerque  | 3 mars 2010                 |
| Rebonds offensifs           | 11                          | @ 66ers de Tulsa            | 5 mars 2010                 |
| Rebonds défensifs           | 12                          | @ Mad Ants de Fort Wayne    | 28 février 2010             |
| Rebonds totaux              | 18                          | @ 66ers de Tulsa            | 5 mars 2010                 |
| Passes décisives            | 2                           | Thunderbirds d'Albuquerque  | 2 mars 2010                 |
| Interceptions               | 4                           | @ 66ers de Tulsa            | 26 mars 2011                |
| Contres                     | 6                           | @ Mad Ants de Fort Wayne    | 28 février 2010             |
| Balles perdues              | 4                           | @ 66ers de Tulsa            | 5 mars 2010                 |
| Minutes jouées              | 39                          | @ 66ers de Tulsa            | 5 mars 2010                 |

- Double-double : 5 (au 02/04/2011)
- Triple-double : aucun.

## Palmarès
- Champion de la Division Nord-Ouest en 2013 avec le Thunder d'Oklahoma City.